# Jugoslavija na Zimskih olimpijskih igrah 1980
Socialistično federativno republiko Jugoslavijo je na Zimskih olimpijskih igrah 1980 v Lake Placidu zastopalo petnajst športnikov v petih športih.

## Alpsko smučanje
Moški
| Smučar       | Disciplina | 1. tek  | 1. tek    | 2. tek  | 2. tek    | Skupaj  | Skupaj    |
| Smučar       | Disciplina | Čas     | Uvrstitev | Čas     | Uvrstitev | Čas     | Uvrstitev |
| ------------ | ---------- | ------- | --------- | ------- | --------- | ------- | --------- |
| Jože Kuralt  | Veleslalom | 1:22,68 | 25        | Ods     | –         | Ods     | –         |
| Jure Franko  | Veleslalom | 1:21,50 | 9         | 1:23,13 | 16        | 2:44,63 | 12        |
| Boris Strel  | Veleslalom | 1:21,45 | 8         | 1:21,79 | 5         | 2:43,24 | 8         |
| Bojan Križaj | Veleslalom | 1:21,28 | 7         | 1:21,25 | 3         | 2:42,53 | 4         |
| Bojan Križaj | Slalom     | DSQ     | –         | –       | –         | DSQ     | –         |
| Janez Zibler | Slalom     | Ods     | –         | –       | –         | Ods     | –         |
| Boris Strel  | Slalom     | 55,44   | 15        | Ods     | –         | Ods     | –         |
| Jože Kuralt  | Slalom     | 55,05   | 11        | 52,94   | 13        | 1:47,99 | 13        |

Ženske
| Smučarka      | Disciplina | 1. tek  | 1. tek    | 2. tek  | 2. tek    | Skupaj  | Skupaj    |
| Smučarka      | Disciplina | Čas     | Uvrstitev | Čas     | Uvrstitev | Čas     | Uvrstitev |
| ------------- | ---------- | ------- | --------- | ------- | --------- | ------- | --------- |
| Anja Zavadlav | Veleslalom | 1:20,54 | 31        | 1:31,52 | 26        | 2:52,06 | 26        |
| Metka Jerman  | Veleslalom | 1:18,79 | 28        | 1:30,42 | 17        | 2:49,21 | 20        |
| Nuša Tome     | Veleslalom | 1:18,78 | 27        | 1:30,94 | 21        | 2:49,72 | 23        |
| Anja Zavadlav | Slalom     | Ods     | –         | –       | –         | Ods     | –         |
| Metka Jerman  | Slalom     | Ods     | –         | –       | –         | Ods     | –         |
| Nuša Tome     | Slalom     | Ods     | –         | –       | –         | Ods     | –         |

## Biatlon
Moški
| Disciplina      | Biatlonec     | Zgr. streli | Čas      | Uvrstitev |
| --------------- | ------------- | ----------- | -------- | --------- |
| Šprint na 10 km | Marjan Burgar | 4           | 37:37,74 | 38        |

| Disciplina | Biatlonec     | Čas        | Kaz. min. | Končni čas | Uvrstitev |
| ---------- | ------------- | ---------- | --------- | ---------- | --------- |
| 20 km      | Marjan Burgar | 1'14:11,68 | 6         | 1'20:11,68 | 35        |

## Smučarski teki
Moški
| Disciplina | Tekač        | Tekma      | Tekma     |
| Disciplina | Tekač        | Čas        | Uvrstitev |
| ---------- | ------------ | ---------- | --------- |
| 15 km      | Tone Ðuričič | 47:38,45   | 46        |
| 15 km      | Ivo Čarman   | 45:14,32   | 41        |
| 30 km      | Tone Ðuričič | 1'38:46,90 | 46        |
| 30 km      | Ivo Čarman   | 1'34:09,59 | 33        |

## Umetnostno drsanje
Ženske
| Drsalka         | CF | SP | FS | Točke  | Mesta | Uvrstitev |
| --------------- | -- | -- | -- | ------ | ----- | --------- |
| Sanda Dubravčič | 13 | 10 | 8  | 170,30 | 100   | 11        |

## Smučarski skoki
| Skakalec      | Disciplina         | 1. skok | 1. skok | 2. skok | 2. skok | Skupaj | Skupaj    |
| Skakalec      | Disciplina         | Dolžina | Točke   | Dolžina | Točke   | Točke  | Uvrstitev |
| ------------- | ------------------ | ------- | ------- | ------- | ------- | ------ | --------- |
| Bogdan Norčič | Srednja skakalnica | 55,0    | 50,7    | 62,0    | 73,9    | 124,6  | 48        |
| Brane Benedik | Srednja skakalnica | 62,0    | 71,4    | 67,5    | 78,2    | 149,6  | 45        |
| Miran Tepeš   | Srednja skakalnica | 66,0    | 78,3    | 71,0    | 93,3    | 171,6  | 44        |
| Brane Benedik | Velika skakalnica  | 77,0    | 60,5    | 84,0    | 77,8    | 138,3  | 49        |
| Bogdan Norčič | Velika skakalnica  | 87,0    | 84,5    | 97,0    | 102,9   | 187,4  | 38        |
| Miran Tepeš   | Velika skakalnica  | 96,0    | 96,1    | 89,0    | 88,3    | 184,4  | 40        |